# 岡田一
岡田 一（おかだ はじめ、1932年3月1日 - 2019年8月26日）は、日本の実業家。元トーエネック会長、元中部電力副社長、元涼仙ゴルフ倶楽部理事長。

## 経歴
- 1955年3月 - 滋賀大学経済学部卒業
- 1955年4月 - 中部電力入社
- 1982年7月 - 同支配人燃料部長
- 1989年6月 - 同取締役
- 1991年6月 - 同常務取締役
- 1995年6月 - 同代表取締役副社長
- 1996年9月 - 涼仙ゴルフ倶楽部理事長[3]
- 1998年6月 - 同顧問
- 1998年6月 - トーエネック代表取締役会長
- 1999年3月 - 同代表取締役会長兼社長
- 2005年6月 - 同退任
- 2011年6月 - 旭日中綬章受章[4][5]
- 2019年8月 - 死去、87歳[2]。